# كريستوفر رييس
كريستوفر رييس (بالإنجليزية: Christopher Ries)‏ هو فنان زجاج ‏ أمريكي، ولد في 1952 في كولومبوس في الولايات المتحدة.